# Burg Kessin
Die Burg Kessin war eine Burganlage im Landkreis Rostock in Mecklenburg-Vorpommern. Sie war die Hauptburg des slawischen Stammes der Kessiner. Wahrscheinlich befand sich hier auch ihr Hauptheiligtum. Die genaue Lage der Burg ist unklar. Sehr wahrscheinlich lag sie nicht im heutigen Kessin.

## Lage
Die Burg befand sich am Unterlauf der Warnow, und zwar nach aktuellem Forschungsstand südwestlich Fresendorf. Dort befindet sich eine langgestreckte Anhöhe von über 200 m Ausdehnung mit der Bezeichnung Schloßberg. Grabungen erbrachten eine intensive Besiedlung in der Slawenzeit. Die leichte Nordostausrichtung der Burg spricht zudem für einen slawischen Kultort.

## Geschichte
Erstmals urkundlich erwähnt wurde die Burg 1121 als Kizun. Es hieß, sie sei „berühmter und reicher an Schätzen als alle anderen“. 1114 zogen die Abodriten gemeinsam mit den Sachsen gegen die Kessiner unter Fürst Dunar und 1121 gegen Fürst Sventipolk, der unterworfen wurde. Dabei wurde die Burg Kessin erobert und Teil des Herrschaftsbereiches der Abodriten.
Als erster sicherer Beleg der Burg gilt die Chronik Gesta Danorum des Dänen Saxo Grammaticus (um 1200). Darin wird berichtet, wie 1160 der Abodritenfürst Niklot im Abwehrkampf gegen den Sachsenherzog Heinrich den Löwen südlich von Rostock bei der Burg Werle fiel. Niklots Söhne Pribislaw und Wertislaw wurden zeitweise aus dem Abodritenland vertrieben und im folgenden Jahr zerstörte der mit den Sachsen verbündete dänische König Waldemar I. die slawische Fürstenburg Kessin. Im Jahr 1164 erhielt Pribislaw Teile des Landes als Lehen zurück und nannte sich bis 1171 auch Fürst von Kissin. Im Jahr 1211 wurde dem Bischof in Schwerin teils der Burgbezirk Kessin, teils nur das Dorf Goderac (das spätere Kessin) und ein Nachbardorf zugesprochen. Danach verlor die Burg durch den Aufstieg Rostocks an Bedeutung, wurde nicht weiter erwähnt und verfiel.